# Indoor-Growing

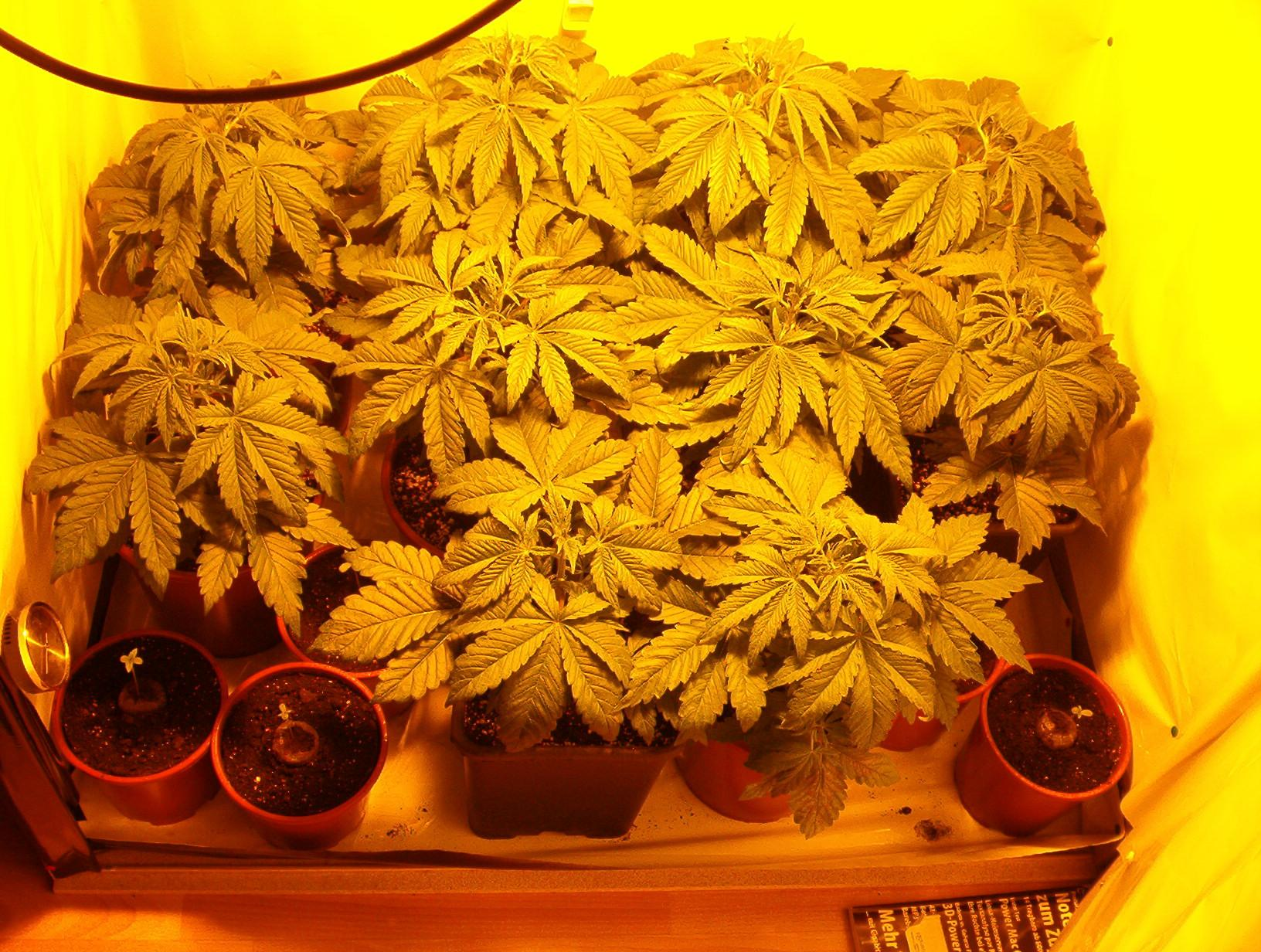
Hanfpflanzen wachsen unter einer Natriumdampflampe (Anzuchtphase)

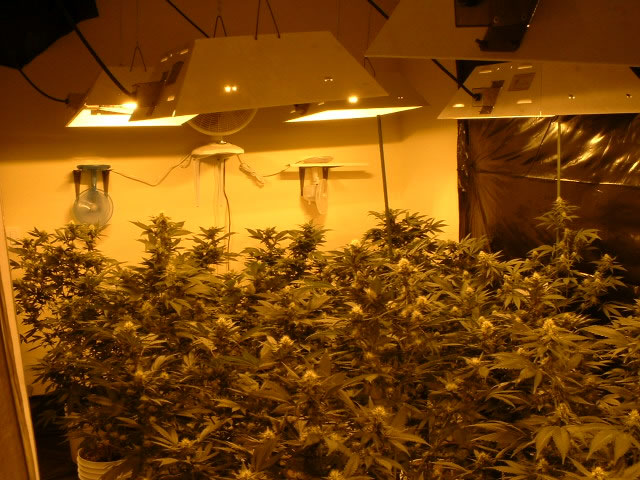
Eine größer angelegte Zuchtanlage (Blütephase)

Unter Indoor-Growing (engl. Anbau im Haus bzw. Anbau in geschlossenen Räumen) versteht man den Anbau von Hanf (Cannabis sativa, Cannabis indica und Sativa-indica-Hybride) in Innenräumen unter Kunstlicht. Es kann, wie das Outdoor-Growing, zur Tarnung eines illegalen Hanfanbaues dienen.

## Intentionen und Bedeutung
Nach der Größenordnung und Intention lassen sich zwei Formen des Indoor-Anbaus unterscheiden: Zum einen das sogenannte „Homegrowing“ (Heimanbau) in sogenannten Growschränken für vornehmlich eigenbedarfsorientierten Anbau mit nur wenigen Pflanzen, zum anderen große, kommerziell betriebene Anlagen mit hunderten oder tausenden Pflanzen, die für den Schwarzmarkt oder für Cannabis und Cannabinoide als Arzneimittel produziert werden.
Das kommerzielle Indoor-Growing konkurriert mit Importen von Marihuana und Haschisch aus Marokko, Indien, Nepal, Libanon, Afghanistan und anderen traditionellen Hanfanbauländern. In Großbritannien überwiegt der Indooranbau bereits den Import.

## Ursprünge
Der Indooranbau von Cannabis reicht bis in die 1970er-Jahre zurück und wurde maßgeblich durch staatliche Repression für Outdooranbau geprägt. Die staatliche Verfolgung führte dazu, dass der zwar kostspieligere, jedoch besser zu verbergende Indooranbau gegenüber dem Freilandanbau bevorzugt wurde. Um die wirtschaftlichen Nachteile auszugleichen, wurde die Produktivität gesteigert, was zur Entwicklung hochpotenter Cannabisprodukte führte. Technologische Fortschritte wie effizientere Beleuchtungs- und Klimatechnik, sowie anderen technischen Möglichkeiten wie Hydroponik, ermöglichten optimale Anbaubedingungen. 

## Technische Voraussetzungen

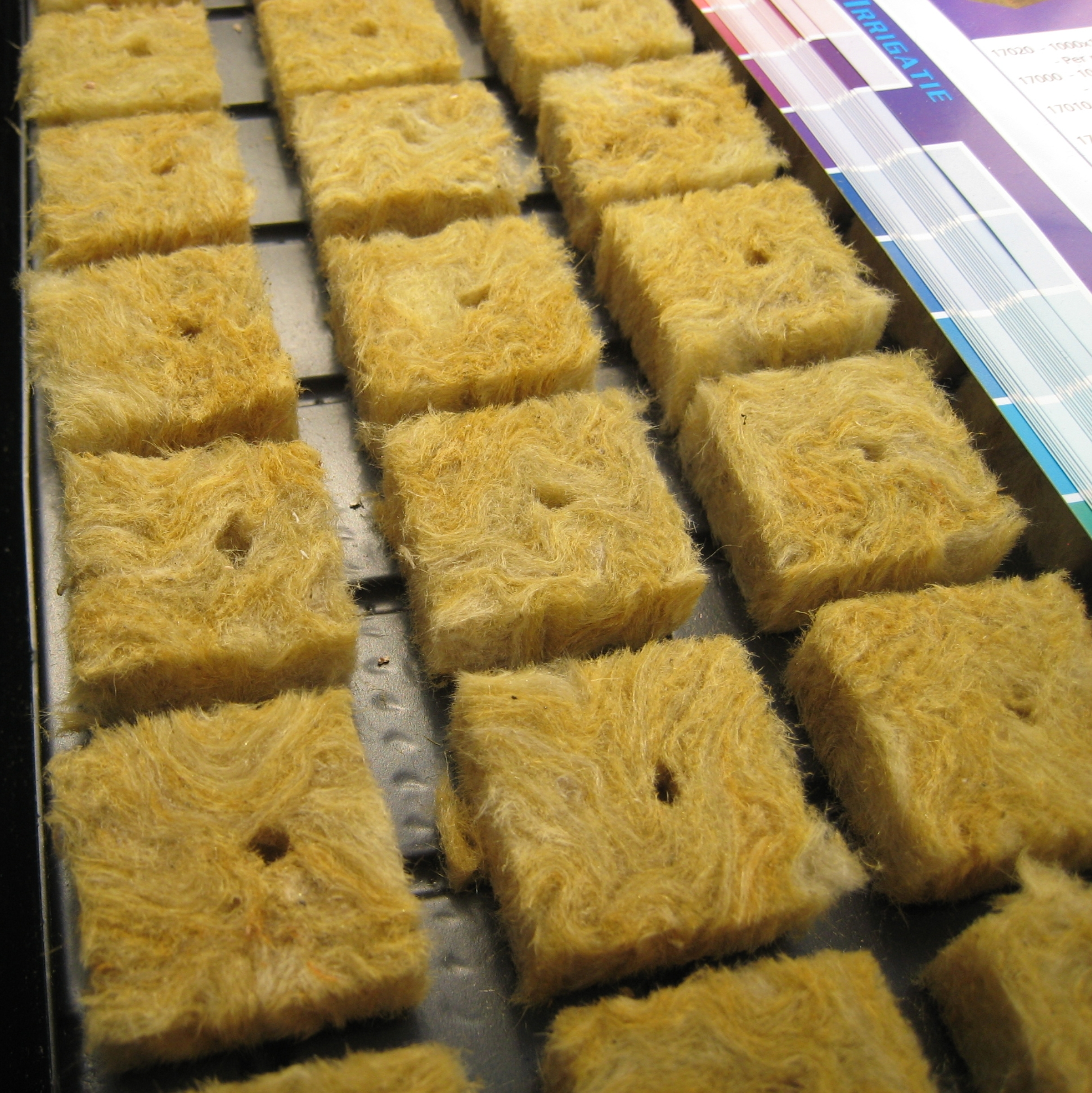
Würfel aus Steinwolle die zum Anbau von Cannabis verwendet werden

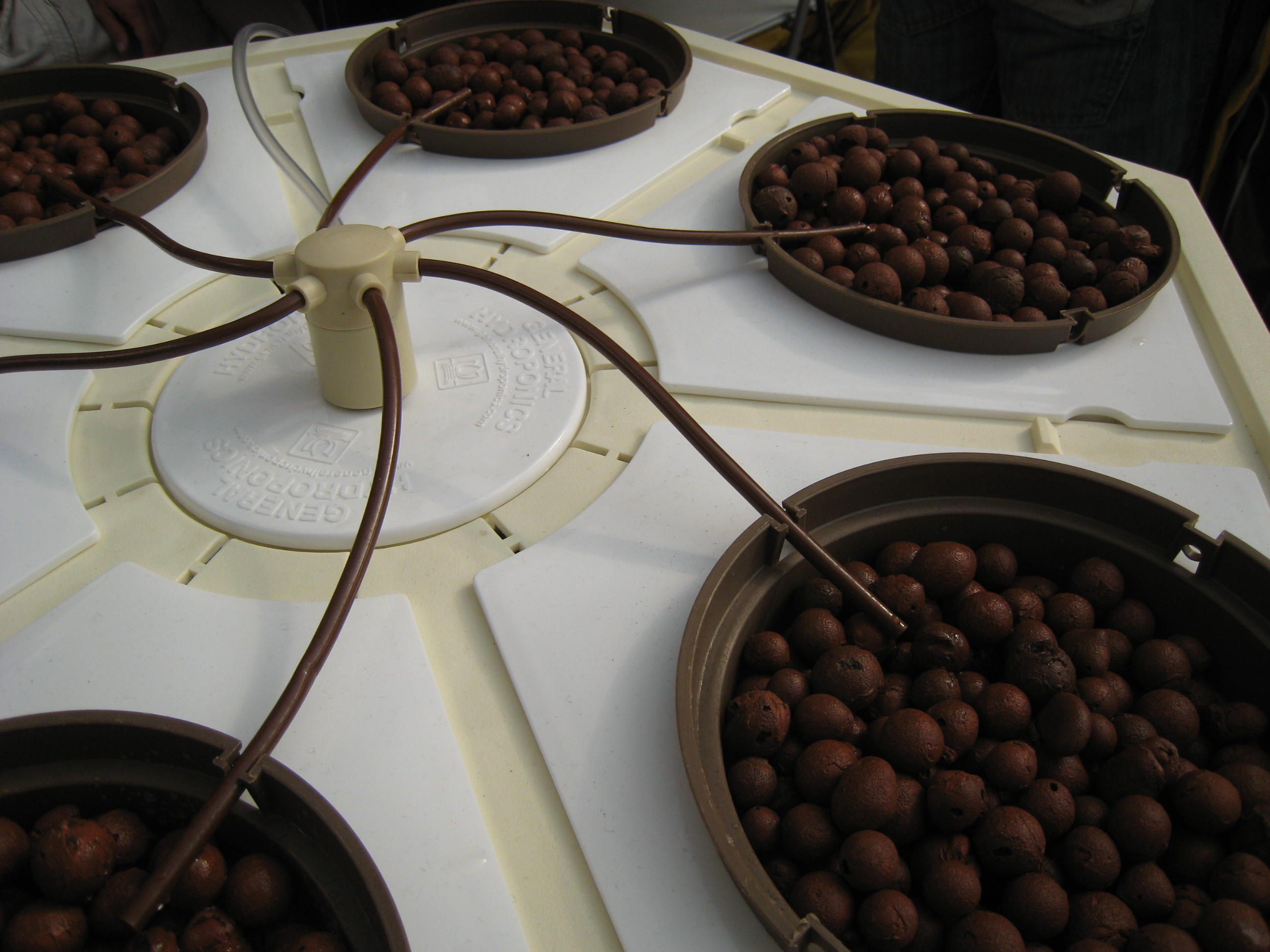
Beispiel für ein Hydrokultursystem

Die Beleuchtung erfolgt meist mittels Leuchtstoffröhren (für die Wachstumsphase), Kompaktleuchtstofflampen (für Wachstums- und Blütephase), Hochdruck-Natriumdampflampen (für Wachstums- und Blütephase) oder LED-Leuchten (Wachstums- und Blütephase). Die Belüftung und Geruchsbekämpfung wird mit sogenannten Rohr- oder Schneckenhauslüftern und passenden Aktivkohlefiltern bewerkstelligt. Der Anbau erfolgt auf Erde, als Hydrokultur oder auf Steinwolle bzw. Kokosmatten. Große kommerzielle Anlagen werden meist voll automatisiert betrieben.
Der für den Indooranbau benötigte gärtnerische und technische Bedarf ist in sogenannten Growshops erhältlich.

## Kulturverfahren
Zur Anzucht werden entweder Samen verwendet, die, wenn es sich nicht um sogenanntes „feminisiertes Saatgut“ handelt, naturgemäß weibliche und männliche Pflanzen hervorbringen. Alternativ werden aeroponisch bewurzelte Stecklinge (Klone), die von einer weiblichen Mutterpflanze gewonnen werden und damit ebenfalls weiblich sind, genutzt. Letzteres wird bei größeren Plantagen bevorzugt, da hierbei das Entfernen der männlichen Pflanzen entfällt (Sinsemilla-Technik), die Pflanzen als Klone gleiche Eigenschaften bezüglich Größe, Nährstoffbedarf und Erntezeitpunkt aufweisen, und die Periode der Samenkeimung und Keimlingsaufzucht vermieden wird (Zeitersparnis = schnellere Ernte = mehr Umtrieb). Es gibt außerdem verschiedene Kultivierungstechniken wie z. B. die „Growbox“, den „Sea of Green“ bzw. den „Screen of Green“.
Die Samen werden in handelsüblichen Blumentöpfen oder hydroponisch  eingepflanzt. Hanf wird in der Wachstumsphase in der Regel 18 Stunden pro Tag beleuchtet. Bei den meisten Sorten wird die Blüte eingeleitet, indem die Beleuchtungsdauer auf 12 Stunden pro Tag verkürzt wird. Sogenannte Auto- oder Autoflowering-Strains blühen durch die Einkreuzung von Cannabis ruderalis unabhängig von der Beleuchtungszeit nach 3 bis 6 Wochen Wachstumsphase. Generell ist für die Blüte eine andere Lichtfarbe mit höheren Rotanteilen förderlich. Die Ernte erfolgt, je nach Sorte, nach etwa 7 bis 13 Wochen Blütephase, wenn die Trichome (Harzkristalldrüsen) milchig trüb bis braun werden. In dieser Phase enthalten die Pflanzen die optimale Kombination aus hohem THC-Gehalt und dem für das Wirkungsprofil bedeutsamen optimalen THC-CBN-Verhältnis. CBN, das kontinuierlich durch Oxidation aus THC entsteht, macht müde und ist meist unerwünscht. Die Pflanzen werden anschließend von den größeren Blättern befreit, getrocknet und fermentiert (sog. „Curing“) und entweder als Marihuana belassen, zu Haschisch oder seltener zu Haschöl weiterverarbeitet.

## Rechtliches
Der Anbau von THC-reichem Cannabis ist in Deutschland Einzelpersonen als heimischer Anbau von 3 Pflanzen und in Anbauvereinigungen zur Bedarfsdeckung der Mitglieder gestattet. Auch in Luxemburg ist der Anbau von bis zu 4 Pflanzen außerhalb der Öffentlichkeit seit dem 21. Juli 2023 legal.
In der Schweiz ist der Anbau verboten, wenn er dem Drogengewinn dient.
In Österreich ist die Anpflanzung von Pflanzen unter 0,3 % THC-Gehalt (also quasi alle Cannabispflanzen, sofern sie nicht blühen) legal und Pflanzen verlieren diesen legalen Status erst, wenn sie über 0,3 % THC enthalten, sie also den THC-Gehalt von Nutzhanf überschreiten. So können sie zum Beispiel zur Aromatherapie legal eingesetzt werden. Des Weiteren ist in Österreich der Anbau aller Cannabispflanzen legal, wenn diese in der Wachstumsphase belassen und die Blüte nicht eingeleitet wird.
In den USA erlauben 20 Bundesstaaten und der Bundesdistrikt Washington, D.C. den Eigenanbau von Cannabis (zwischen 2 und 15 Pflanzen).

## Umweltaspekte
Kritisch betrachtet wird der zum Wachstum der Pflanze erforderliche hohe Energiebedarf, insbesondere unter Verwendung von Sonnenlichtlampen. So kam ein Team der Colorado State University zu dem Ergebnis, dass etwa die Treibhausgasemissionen in dem Bundesstaat mit 2,6 Megatonnen CO2-Äquivalenten den des traditionellen Kohlebergbaus in dem Bundesstaat bei weitem übertrifft.

## Weblinks

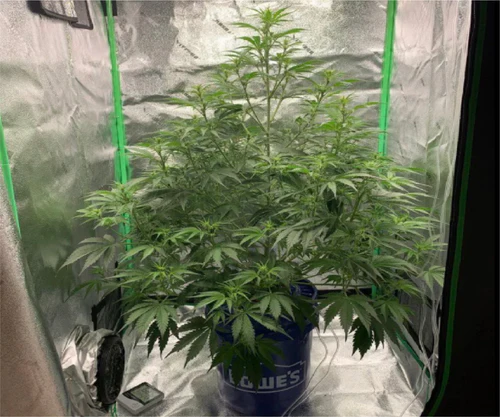
Indoor Grow einer Cannabispflanze